# Baknaï
Baknaï (ou Baknay) est une localité du Cameroun située dans le département du Mayo-Kani et la Région de l'Extrême-Nord. Elle fait partie de la commune de Moulvoudaye et du canton/lawanat de Korré. 

## Population
En 1976, Baknaï I comptait 273 habitants, dont 261 Peuls et 12 Mousgoum. Baknaï II en comptait 84, dont 47 Peuls et 37 Toupouri. 
Lors du recensement de 2005, 1 480 personnes ont été dénombrées à Baknaï (ensemble).
En 2013, la population est estimée à 2 717 habitants.